# Solbergsån
Solbergsån är ett 9 km långt biflöde till Göta älv. Dess källor är Stora Grötevatten och Storsjön som bägge ligger i respektive gränsar till Svartedalens naturreservat. Från de bägge sjöarna rinner vattendrag som efter några kilometer rinner samman. Solbergsån rinner först genom skog och därefter jordbruksmark. I vattendraget finns öring och arbete utförs för att få flodpärlmusslan att återetablera sig.